# 大隅半島

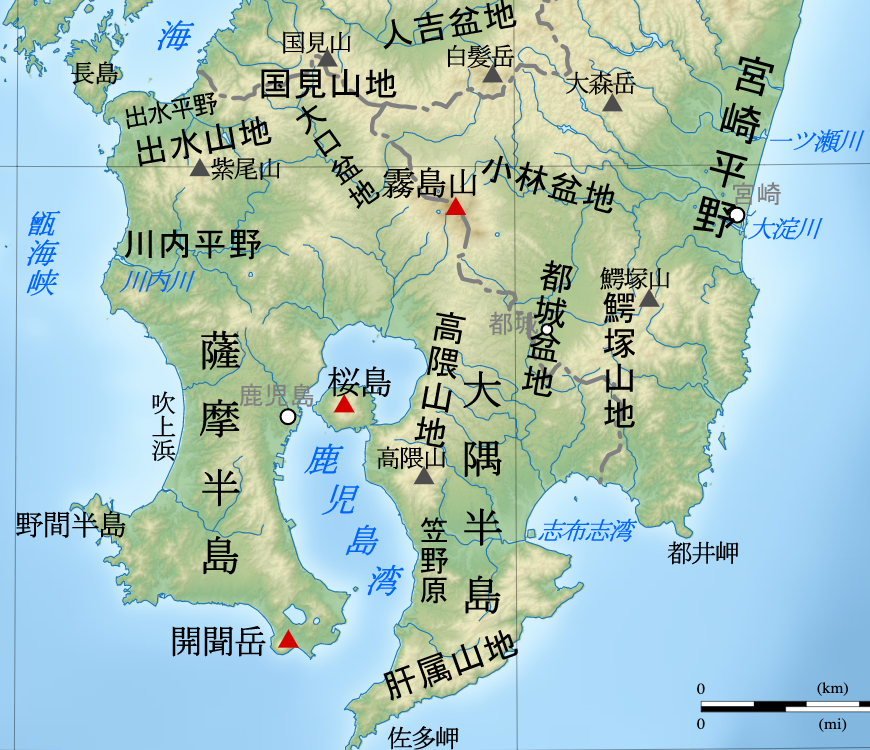
大隅半島的位置

大隅半島（日语：／ Ōsumi hantō */?）為日本九州岛的一個半島。也是九州的最南端。西岸隔鹿兒島灣（錦江灣）與薩摩半島相對，東岸為太平洋。南端為佐多岬。

## 行政区域
- 鹿兒島縣
  - 鹿兒島市一部份（櫻島）
  - 鹿屋市
  - 垂水市
  - 曾於市
  - 志布志市
  - 曾於郡大崎町
  - 肝屬郡東串良町、肝付町、錦江町、南大隅町
- 宮崎縣
  - 串間市
  - 日南市

## 相關
- 大隅號：日本於1970年2月11日發射升空的日本最初製造的人造衛星，得名於發射基地所在地的此處。

## 外部連結
- Description of Osumi （页面存档备份，存于）（英文）

30°59′39″N 130°39′39″E / 30.994165°N 130.660744°E